# هیوندای لافستا
هیوندای لافستا یک خودروی سدان سایز متوسط ساخت هیوندای است. این خودرو در سال ۲۰۱۸ در نمایشگاه خودروی پکن رونمایی شد. این خودرو ساخت هیوندای کره جنوبی برای شرکت هیوندای پکن و بازار خودروی چین است. لافستا کلمه ای ایتالیایی و برگرفته از فستیوال به‌معنای جشنواره است.
این خودرو نمونه هیبریدی هم دارد که این مدل الکتریکی دارای باتری ۵۶/۵ کیلووات ساعت است، که انرژی خود را به یک موتور با قدرت ۲۰۱ اسب‌بخار و گشتاور ۳۱۰ نیوتن‌متر منتقل می‌کند.